# مینوتور ۴

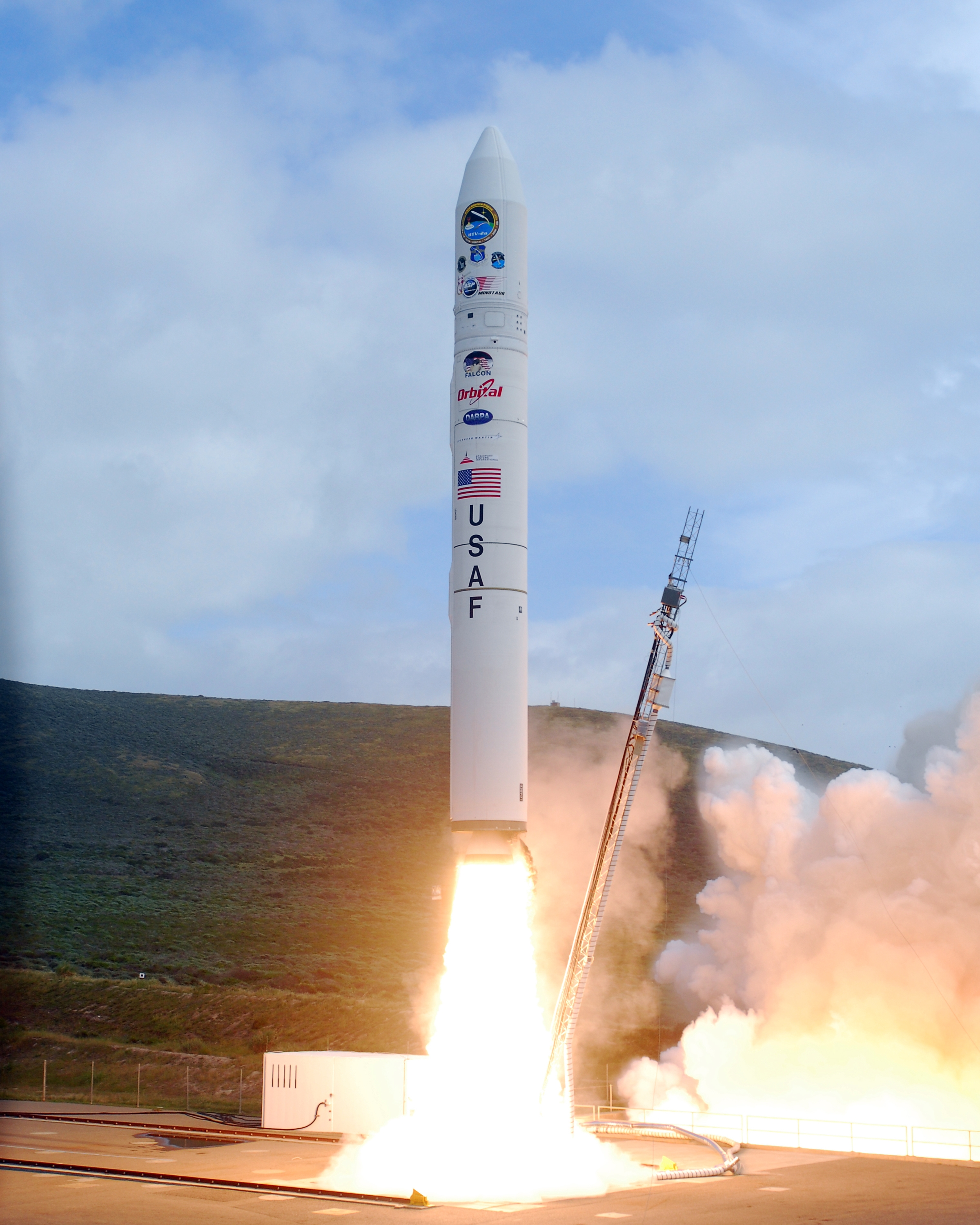
پرتاب اولین موشک Minotaur-IV-Lite

مینوتور ۴ (به انگلیسی: Minotaur IV) یکی از موشک های مورد استفاده ناسا است.
این پرتابگر ساخت سال ۲۰۱۰ شرکت اوربیتال ساینسز کورپوریشن است و یک سیستم پرتابی ۴ مرحله ایست.